# Belinda Carlisle
Belinda Jo Carlisle (Hollywood, Los Angeles, 1958. augusztus 17. –) amerikai énekesnő és dalszerző. Ismertségre a The Go-Go’s leányegyüttes frontembereként tett szert, 1985-ben pedig sikeres szólókarrierbe kezdett, amelynek eredményeként nyolc stúdióalbuma, kilenc válogatásalbuma és 41 kislemeze jelent meg, köztük olyan, nemzetközileg is ismert dalok, mint a "Heaven Is a Place on Earth", a "Circle in the Sand" vagy a "La Luna".

## Fiatalkora
1958. augusztus 17-én született Hollywoodban, Harold Carlisle benzinkutas és Joanne Thompson háziasszony lányaként. Nevét anyja kedvenc filmje, a Johnny Belinda után kapta. Összesen heten voltak testvérek (három fiú és négy lány), akik közül ő volt a legidősebb.

## Karrierje
1977-ben a Germs punkegyüttesben kezdett énekelni (Dottie Danger néven), majd 1978-ban megalakult a The Go-Go’s lányegyüttes, amelynek a frontembere lett. Ezzel az együttessel négy stúdióalbumot, három válogatásalbumot és 11 kislemezt adtak ki, összesen pedig több mint 7 millió albumot adtak el.
1985-ben kezdett szólókarrierbe, miután az együttes feloszlott. 1986-ban megjelent első stúdióalbuma Belinda néven. Szólóelőadóként is sikeresnek bizonyult, 1999-ig 36 kislemeze és nyolc stúdióalbuma jelent meg összesen, több dala pedig világsiker lett, a Heaven Is a Place on Earth például az amerikai, brit, ír, svájci és svéd zenei listán is első tudott lenni, Kanadában pedig arany minősítést kapott. Kisebb megszakításokat leszámítva a mai napig aktívan zenél.

## Magánélete
1986-ban hozzáment Morgan Mason filmproducerhez és politikai aktivistához, aki James Mason amerikai színész fia, s akitől egy fia született, James (1992). A házaspár 2017-ben Bangkokba költözött.

## Diszkográfia

### Stúdióalbumok
- Belinda (1986)
- Heaven on Earth (1987)
- Runaway Horses (1989)
- Live Your Life Be Free (1991)
- Real (1993)
- A Woman and a Man (1996)
- Voila (2007)
- Wilder Shores (2017)

### Válogatásalbumok
- The Best of Belinda / Her Greatest Hits (1992)
- The Greatest (1998)
- Original Gold (1999)
- A Place on Earth: The Greatest Hits (1999)
- The Collection (2002)
- Essential (2003)
- ICON – The Best of Belinda Carlisle (2013)
- The Collection (2014)
- The Anthology (2014)

### Kislemezek
- Mad About You (1986)
- I Feel the Magic (1986)
- Band of Gold közr. Freda Payne (1986)
- Shot in the Dark (1986)
- Dancing in the City (1987)
- Heaven Is a Place on Earth (1987)
- I Get Weak (1988)
- Circle in the Sand (1988)
- I Feel Free (1988)
- World Without You (1988)
- Love Never Dies (1988)
- Leave a Light On (1989)
- La Luna (1989)
- Summer Rain (1990)
- Runaway Horses (1990)
- Vision of You (1990)
- (We Want) The Same Thing (1990)
- Live Your Life Be Free (1991)
- Do You Feel Like I Feel? (1991)
- Half the World (1992)
- Little Black Book (1992)
- Big Scary Animal (1993)
- Lay Down Your Arms (1993)
- In Too Deep (1996)
- Always Breaking My Heart (1996)
- Love in the Key of C (1996)
- California (1997)
- I Won't Say (I'm in Love) (1997)
- All God’s Children (1999)
- Sun (2013)
- Goodbye Just Go (2014)
- Have You Ever Seen the Rain (2015)
- Silver Bells (2015)

#### Vendégelőadóként
- What Does It Take (1989, közr. Then Jerico)
- Spirit of the Forest (1989, közr. Artists United for Nature)
- Blue Period (1990, közr. The Smithereens)

#### Promóciós kislemezek
- Since You've Gone (1986)
- I Plead Insanity (1992)
- Remember September (1997)
- A Prayer for Everyone (1999)
- I Still Love Him (2007)

## Fordítás
- Ez a szócikk részben vagy egészben  a   Belinda Carlisle című angol Wikipédia-szócikk ezen változatának fordításán alapul.  Az eredeti cikk szerkesztőit annak laptörténete sorolja fel. Ez a jelzés csupán a megfogalmazás eredetét és a szerzői jogokat jelzi, nem szolgál a cikkben szereplő információk forrásmegjelöléseként.
- Ez a szócikk részben vagy egészben  a   Belinda Carlisle discography című angol Wikipédia-szócikk ezen változatának fordításán alapul.  Az eredeti cikk szerkesztőit annak laptörténete sorolja fel. Ez a jelzés csupán a megfogalmazás eredetét és a szerzői jogokat jelzi, nem szolgál a cikkben szereplő információk forrásmegjelöléseként.